# Issa N'Diaye
Pour les articles homonymes, voir N'Diaye.
Issa N'Diaye est un homme politique et un professeur de philosophie malien, né à Kayes au Mali le 18 octobre 1948 et mort le 30 novembre 2024 à Paris.

## Biographie
Issa N'Diaye est un professeur de philosophie. Il est ministre de l'Éducation nationale de 1991 à 1992 et ministre de la Culture et de la Recherche scientifique de 1992 à 1993. Il est président du Forum Civique un espace de réflexion et d’action. En 2013 , il est invité au 36e congrès du PCF en France.

### Famille
Issa N'Diaye est le frère de Keïta Rokiatou N'Diaye, femme politique et géographe.

## Ouvrage
- Le festival des brigands: démocratie et fractures sociales au Mali, La Sahélienne, 2018, 314 p.  (ISBN 978-99952-70-25-4)